# Juca Rosa (religioso)

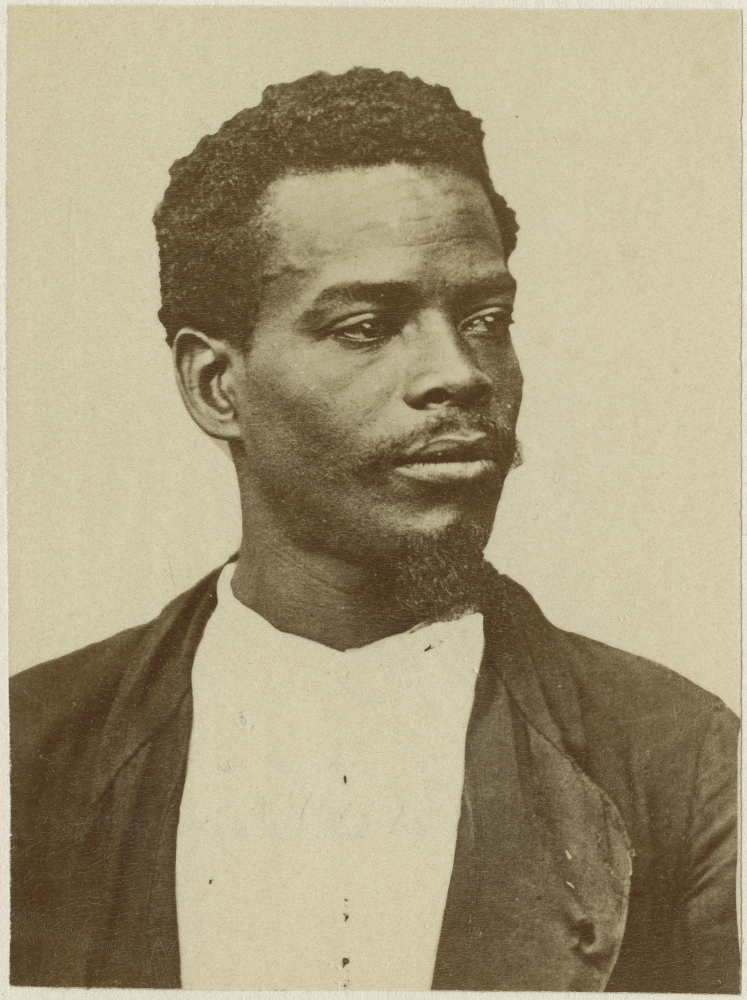
O feiticeiro Juca Rosa, fotografia por Alberto Henschel, cerca de 1870.

José Sebastião Rosa (Rio de Janeiro, 1833 – ?), mais conhecido como Juca Rosa, foi um dos mais importantes líderes religiosos do Brasil no século XIX. Ele liderava uma misteriosa associação que contava com numerosos adeptos, de vários setores sociais. Os rituais realizados na casa de Juca Rosa tinham relações com movimentos religiosos provindos da África Central, principalmente da região do antigo Reino do Congo.

## Juca Rosa e a escravidão
Nasceu em 1833, na cidade do Rio de Janeiro, capital do Império do Brasil. Era filho de mãe africana e pai de origem desconhecida.
Juca Rosa dizia que nunca havia sido escravizado, que tinha trabalhado como cocheiro, criado e alfaiate, e além disso, afirmava que tinha sido praça do exército brasileiro. Porém, a narrativa que nunca havia sido escravizado mostra poucos indícios de verossimilhança, pois, um filho de africana, nascido no Brasil da década de 1830, provavelmente teria nascido escravizado. Já a narrativa de ter sido praça do exército é mais razoável e, possivelmente, por o meio que conseguiu sua liberdade. 

## A Escravidão
A escravidão de africanos no Brasil se deu quando os negros africanos foram trazidos dos diferentes reinos da África a partir do tráfico de escravizados para serem usados pelos portugueses, principalmente na agricultura e na mineração. Eles desempenhavam outras atividades, tais como os serviços domésticos e urbanos. Nas cidades existiam também escravos de ganho que eram utilizados em tarefas comerciais ou de serviço, normalmente vendiam produtos manufaturados, carregavam água ou ajudavam na administração de um comércio.

## O líder religioso

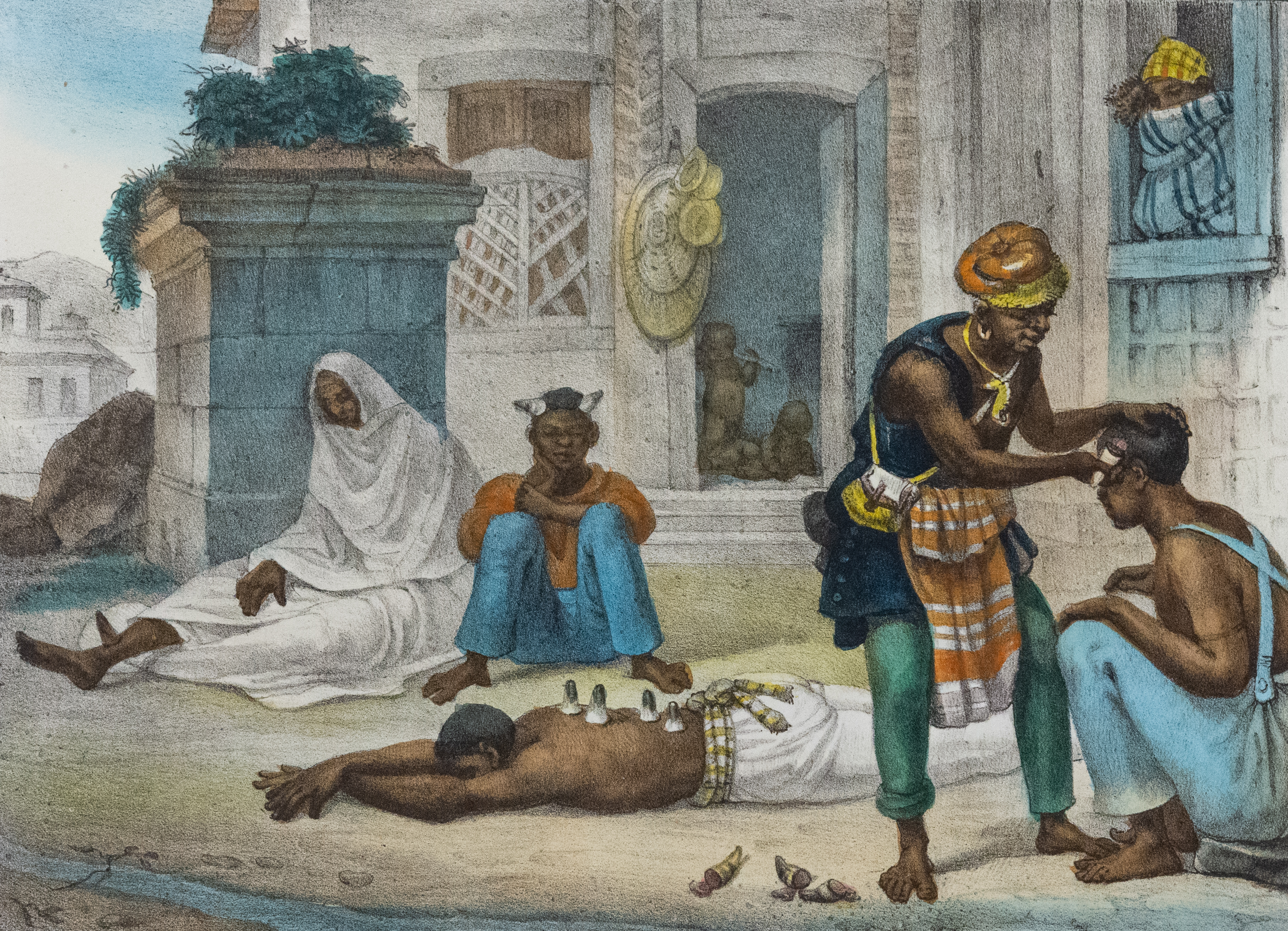
Negros sangradores - prática de cura negra no Brasil do século XIX.

Durante os rituais religiosos, Juca Rosa usava uma camisa branca e uma calça de veludo azul com franjas prateadas, e um gorro de veludo com franjas e bordas também prateadas, já na cintura de Rosa, tinha um cinto do qual se pendia uma bolsa, bolsa essa que era muito utilizada em regiões como Congo e Angola, onde se levavam essas bolsas com ervas e outros materiais que eram usados em feitiços.
Os seguidores de Rosa o chamavam de diversos nomes, entre eles, Pai Quilombo e Pai Vencedor. Acredita-se que esses nomes eram de entidades que eram incorporadas por ele.
Quanto aos rituais realizados por Juca Rosa, também foram encontradas várias semelhanças com aqueles realizados em regiões da África Centro Ocidental. Havia música, dança, palmas, canto. Juca Rosa entrava em transe quando dizia que recebia espíritos. Supostamente aprendeu sobre os rituais com sua mãe, que era africana.
Embora o mesmo fosse um dos maiores líderes religiosos do Brasil, sua história não havia sido tão estudada por causa da falta de materiais e fontes acerca do seu personagem. Um dos principais estudos sobre Juca Rosa foi feito pela historiadora Gabriela Sampaio.

Rio de Janeiro (século XIX)

Juca Rosa não era apenas um "feiticeiro" qualquer, ele se destacou e teve seu nome lembrado por décadas, sendo um sinônimo para feiticeiro negro. Os adeptos do terreiro de Juca Rosa e seus clientes se dividiam entre: negros, escravos e libertos, costureiras, imigrantes, prostitutas, comerciantes abonados, políticos influentes e mulheres brancas, membros de diferentes grupos sociais se deslocavam até sua casa atrás de conselhos e de suas prodigiosas curas, ele sempre se apresentava bem-vestido e era considerado por muitas mulheres como um homem de atrativos.

### Atuação na Corte
Rosa atuava na corte a bastante tempo, atendendo a um público misto, entre homens e mulheres, desde escravos políticos a senhoras de rico cabedal, e embora existisse muitas controvérsias sobre as praticas religiosas de matriz africana, ao longo de um processo contra ele, processo esse que se tratava de práticas de feitiçaria, estelionato e envolvimento com prostituição. O discurso da imprensa fazia com que a presença do feiticeiro e suas artes era sempre negativa, pois ele era taxado como “charlatão” “nefando feiticeiro” e especulador de “trejeitos fingidos” e por ai vai. Uma espécie de discurso de ódio que contrastava com a inserção de Rosa no meio social. Além disso, a reclamação no jornal também era feita como se desse um puxão de orelha na policia que era acusada de conivência.
Quando Juca Rosa foi preso em 1870, acusado pelo crime de estelionato, ele já era alguém legendário e com bastante importância na vida cultural da capital do império. Ninguém conseguia negar a relevância e a forte presença do feiticeiro no cotidiano dos moradores do Rio de Janeiro, sendo eles pobres ou ricos, negros ou brancos.
Juca Rosa passou a ser notícia em todo tipo de jornal depois de ser acusado de envolvimento com diversas mulheres que eram filiadas de sua associação religiosa, sendo elas casadas ou solteiras, pobres ou ricas, brancas ou negras, sua história veio a público e se tornou o grande assunto do momento.

## Processo contra Juca Rosa
O processo contra Juca Rosa teve iniciado em 05 de julho de 1871. A acusação havia sido feita de forma anônima, através de uma carta enviada ao Diário de Notícias, um importante jornal da época. Sendo acusado de estelionatário e de feiticeiro, o denunciante dizia que Juca Rosa falava que curava feridas e moléstias e trazia de volta amantes por meio de feitiçaria.
Segundo o denunciante, as vítimas de Juca Rosa eram mulheres de espirito fraco, que iam procura-lo a fim de curar sentimentos amorosos, ou desejavam o mal de inimigos, segundo a denúncia, Juca era um feiticeiro capaz de fazer tudo e quando a moça lhe agradava era inserida num ritual de iniciação para se tornar parte de sua associação, e com esse ritual, Juca se tornava senhor de sua alma servindo-se com satisfação de sua brutal sensualidade.
Dos atos que Rosa era acusado de ter praticado, o juiz só tinha razão em dizer que ele tinha se utilizado de substancias toxicas nas suas consultas. Mas, segundo o advogado de Rosa, nenhum dos que se aconselharam com ele, ao se sentirem lesados, procuraram a polícia ou a justiça para se queixar, e mesmo assim, o emprego dessas substâncias tóxicas não foi flagrada pelas autoridades públicas. Esse fato se devia a boatos que corriam pela cidade e tinham penetrado no processo a partir das opiniões policiais que constituíam o inquérito, e o pedido de apelação da sentença, não foi aceito e termina com o advogado de Rosa afirmando que ele jamais havia sofrido pronunciamento e nem condenação pelo delito de obter dinheiro por meio de um artificio fraudulento.
Apesar de apelar da decisão do primeiro julgamento ao Imperador, Juca Rosa foi condenado a seis anos de prisão pelo crime de estelionato. Preso em sua cela, José Sebastião Rosa sumiu dos jornais, permanecendo apenas Juca Rosa, pois, sua alcunha se perpetuou e passou a ser utilizada pelos pretos feiticeiros, donos de casa de dar fortuna e atuantes em batuques, zungus, candombes e candomblés, ele deixou o cárcere em 26 de julho de 1877 e sumiu dos periódicos. 

## Conclusão
Juca Rosa conseguiu manter seu culto ativo sem grandes inferências policiais durante um grande período de tempo, e isso simboliza as políticas precárias de negociação para a realização dos cultos afro-brasileiros e que permitiram sua perpetuação.
Existem alguns indícios dessas negociações, provavelmente, o culto realizado por Rosa era frequentado por pessoas da elite senhorial que lhe conseguiram uma espécie de proteção, tem também a hipótese de envolvimento de figuras de baixo escalão da polícia, tais como, os inspetores de quarteirão, que permitiu a realização dos rituais, por fim Juca Rosa também fazia os cultos em diversas casas, dificultando a repressão. 